# Paul von Bleichert

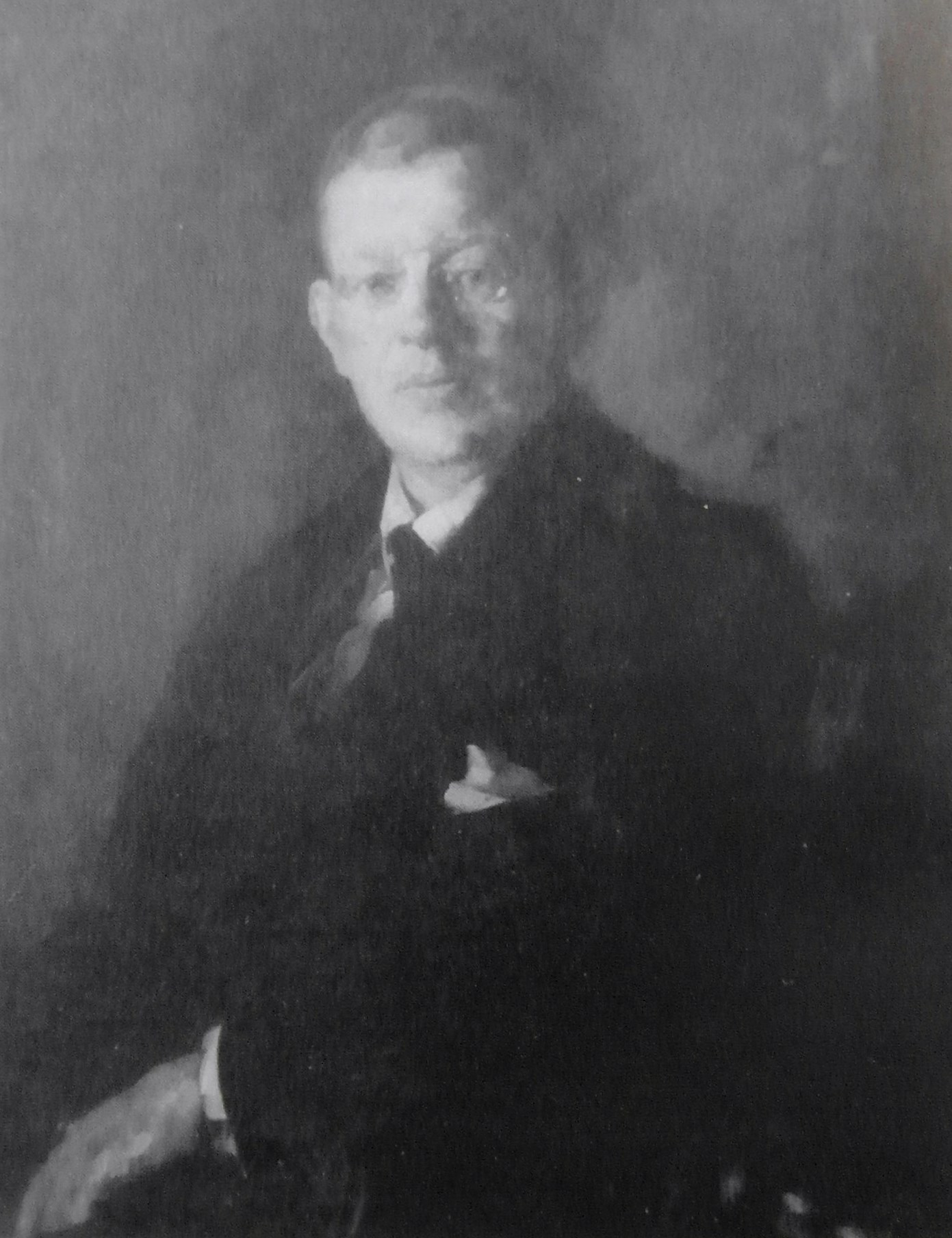
Carl von Marr: Porträt Paul von Bleichert, um 1920

Berthe von Bleichert, geb. Wagemaekers (1882–1927)

Max Paul von Bleichert (* 14. Mai 1877 in Leipzig; † 18. September 1938 in Zürich) war ein deutscher Großindustrieller des Seilbahn- und Transportanlagenbaus. Gemeinsam mit seinem Bruder Max von Bleichert leitete er das vom Vater gegründete Unternehmen Adolf Bleichert & Co., Fabrik für Drahtseilbahnen, Leipzig-Gohlis und entwickelte es zur weltweit größten Seilbahn- und Transportanlagenfabrik.

## Leben

### Ausbildung
Paul von Bleichert war der Sohn von Adolf Bleichert (1845–1901) und dessen Ehefrau Hildegard, geborene Oelschig (1855–1928). Wie sein Bruder Max (1875–1947) besuchte er zunächst das König-Albert-Gymnasium in Leipzig, wechselte nach der Sexta 1888 jedoch auf ein Realgymnasium. Nach dem Abitur trat er eine dreijährige Lehrzeit beim Exporthaus H. Schütte, Gieseken & Co. in Bremen an. Anschließend arbeitete er für nordamerikanische und südamerikanische Firmen sowie für Unternehmen in Brüssel und Paris. Der Schwerpunkt seiner Ausbildung und praktischen Tätigkeit lag im kaufmännischen Bereich.
Zwischenzeitlich leistete er 1898 seinen Militärdienst als Einjährig-Freiwilliger beim königlich-sächsischen Karabinier Regiment in Borna ab.

### Firmenleitung 1901–1926
Nach dem frühzeitigen Tod des Vaters übernahmen die Brüder Max und Paul am 1. Oktober 1901 gemeinsam die Leitung der Firma Adolf Bleichert & Co. Während Max für die Produktion und Entwicklung innerhalb der Firma zuständig war, war Paul für den kaufmännischen Bereich sowie für die Tarif- und Sozialpolitik des Unternehmens verantwortlich.
Am 1. Mai 1915 gelangte die Firma durch Auszahlung der mitbeteiligten Familienmitglieder in den Alleinbesitz der Brüder. Unter ihrer Leitung entwickelte sich das mittelständische Unternehmen mit Spezialisierung auf den Bau von Drahtseilbahnen zu einem weltmarktführenden Großbetrieb für Drahtseil- und Elektrohängebahnen, Transportanlagen, Verladeanlagen und Krane mit bis zu 2000 Mitarbeitern. Die Gründung von Tochterunternehmen erfolgte 1909 in Charkow und 1912 in Neuss.
Während des Ersten Weltkrieges wurde die Produktion auf die Bedürfnisse des Deutschen Heeres umgestellt. Man produzierte Munition und Granaten und entwickelte die Einseilbahn zur Feldseilbahn, mit deren Hilfe Munition und Verpflegung an die Front geliefert, vor allem aber Verwundete zur medizinischen Versorgung hinter die Frontlinien transportiert werden konnten.
1924 begingen die Brüder das 50. Gründungsjubiläum der väterlichen Firma. Die aus diesem Anlass erschienene Festschrift erwähnt, dass mit dem Bau von insgesamt 4000 Drahtseilbahnen bis zum Jahr 1924 die Gesamtleistung aller Drahtseilbahnhersteller der Welt durch die Firma Adolf Bleichert & Co. übertroffen wurde.

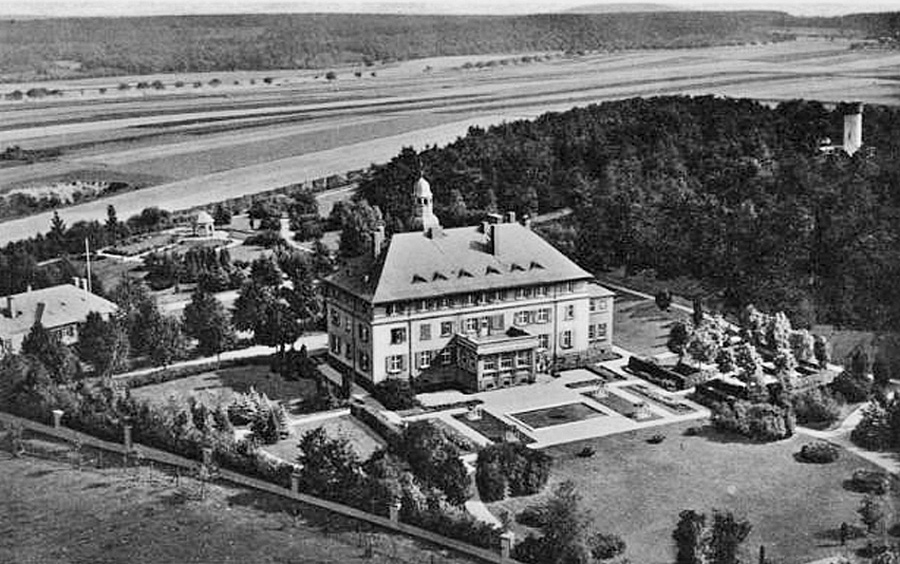
Das Landhaus Klinga (um 1930)

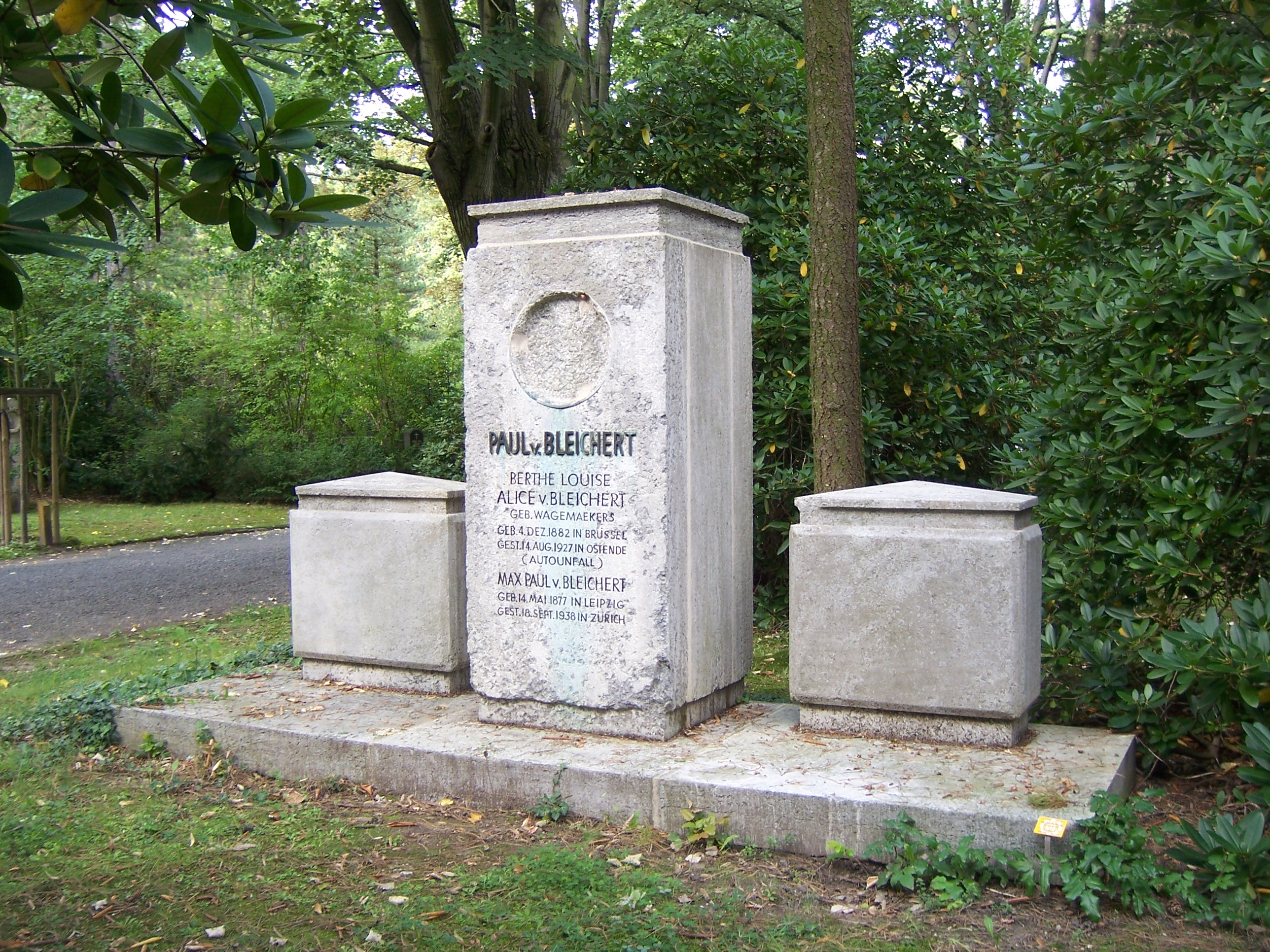
Grabstätte Paul und Berthece von Bleichert (2011); Entwurf: Richard Welz Die runde Bronzeplatte mit dem Bleichert-Wappen wurde im September 1991 gestohlen.

Anlässlich der Umwandlung des Unternehmens in eine Aktiengesellschaft mit 4 Millionen Reichsmark Stammkapital schied Paul von Bleichert 1926 aufgrund längerwährender gesundheitlicher Probleme aus der Unternehmensleitung aus und zog sich ins Privatleben zurück. Auf dem Senfberg in Klinga hatte er sich durch den Leipziger Architekten Richard Welz (1877–1932) 1923 ein Landhaus mit großzügigem Landschaftspark errichten lassen, das er jedoch 1929 an die Stadt Leipzig verkaufte, um sich in Zürich niederzulassen. Dort verstarb er 1938 und wurde am 25. Oktober 1938 auf dem Südfriedhof in Leipzig neben seiner bereits 1927 an den Folgen eines Verkehrsunfalls verstorbenen Gattin beerdigt.

### Familie
Paul von Bleichert heiratete am 3. Januar 1903 in Brüssel Berthe Louise Alice Wagemaekers (* 4. Dezember 1882 in Brüssel; † 14. August 1927 in Ostende). Sie war die Tochter des Versicherungsunternehmers Edmondus Wagemaekers (1842–1930) und dessen Ehefrau Emilie Baronne de Kemmeter (1840–1923). Der Ehe entstammten fünf Kinder:
- Hilda (1903–1988) in erster Ehe 1924–1927 mit Georg Glaser; in zweiter Ehe ab 1928 mit Luis Trenker verheiratet
- Yvonne (1905–1965) seit 1926 verehelicht mit dem Großindustriellen Ludwig Hinterschweiger (1863–1930)
- Alice (1907–2001) seit 1931 verehelicht mit dem Mediziner Albert Patton (1885–1959)
- Raoul (1908–2000) nahm den Familiennamen seiner Mutter an
- Gaston (1912–1983)

## Kunstsammler
Paul von Bleichert und sein Bruder Max gehörten zu den bedeutendsten privaten Kunstsammlern vor und nach dem Ersten Weltkrieg in Deutschland. Ihre Sammlungen umfassten Gemälde Alter und Neuer Meister, Möbel, Textilien, Silber, Bronzen, Mineralien, Porzellane und Fayencen. Paul von Bleichert besaß unter anderem Gemälde von Carl Spitzweg, Wilhelm Leibl, Karl Haider, Hans Thoma, Fritz von Uhde, Max Klinger, Franz von Stuck, Max Liebermann, Lovis Corinth und Max Slevogt. Einige Kunstwerke der Sammlungen Paul von Bleicherts gelangten durch Schenkungen oder Verkauf an verschiedene Museen.

## Nobilitierung, Titel, Mitgliedschaften

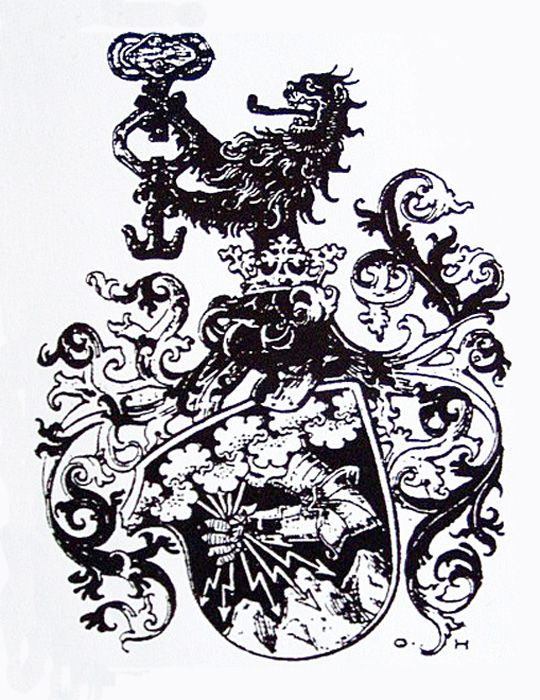
Wappen der Familie von Bleichert nach der Adelserhebung

- 1901: Mitgliedschaft im Leipziger Kunstverein
- 1902–1926: Konsul der Republik Paraguay
- 1916: Königlich Sächsischer Kommerzienrat
- 1918: Erhebung in den erblichen Adelsstand[9]
- 1921: Mitgliedschaft im Kulturverein Gesellschaft Harmonie[10]